# Zonia zonia
Zonia zonia är en fjärilsart som beskrevs av Evans 1951. Zonia zonia ingår i släktet Zonia och familjen tjockhuvuden. Inga underarter finns listade i Catalogue of Life.